# 운달산
운달산(雲達山)은 대한민국 경상북도 문경시 문경읍과 산북면의 경계에 있는 한국의 화강암 산으로 높이는 1,097m이다. 문경시 북쪽의 험준한 산악 지대에 자리잡고 있으며, 김룡사와 같은 대 사찰과 만만치 않은 산세와 알맞은 규모에 깊은 계곡을 품고 있으면서도, 비교적 인적이 드물게 옛 모습을 그대로 간직하고 있는 몇 안되는 산 중의 하나다. 
1470년대 이후 옹기와 기와를 굽는 가마터가 사방에 생기기 시작했고, 이곳에서 가장 알려진 명소가 김룡사다.

## 같이 보기
- 한국의 산
- 김룡사
- 한국의 화강암